# Književnost u 1589.
◄◄ | ◄ | 1586. | 1587. | 1588. | 1589.  | 1590. | 1591. | 1592. | ► | ►►
Arhitektura • Astronomija • Glazba • Kazalište • Kiparstvo • Knjige • Književnost • Kršćanstvo • Medicina • Politika • Pravo • Promet • Slikarstvo • Znanost
Književnost u 1589.

## Hrvatska i u Hrvata

### Rođenja
- 8. siječnja – Ivan Gundulić, hrvatski pjesnik, epik, lirik i dramatik († 1638.)

## Vanjske poveznice
|  | Zajednički poslužitelj ima još gradiva o temi Književnost u 1589. |